# El país del miedo
El país del miedo és una pel·lícula espanyola del 2015 dirigida per Francisco Espada, coautor del guió basat en la novel·la homònima d'Isaac Rosa on es retrata la por i la covardia. Fou rodada a Badajoz.

## Sinopsi
Carlos és un pare de família i un home pacífic que veu alterada la seva vida quan Marta, una nena de 13 anys, es creua en el camí del seu fill Pablo i comença a extorquir, primer al nen i després al pare. Incapaç de defensar-se, es veu embolicat en una sèrie de situacions angoixants de les que no saben defensar-se i que el porten a una resposta inesperada.

## Repartiment
- José Luis García Pérez... Carlos
- Cristina Plazas... Sara
- Eduardo Velasco... Fabián
- Marina Recio... Marta
- Kiti Mánver... Directora de menores

## Crítiques
| «                        | "Adapta una novel·la (...) usant maneres emparentables amb Michael Haneke o, en els seus moments més inspirats, amb Carlos Vermut. I, en part, aconsegueix el seu objectiu perquè la història es presta a això (...) Puntuació: ★★★ (sobre 5)" | » |
| — Yago García: Cinemanía | |   |

| «                                      | "Una pel·lícula que no està a l'altura del material metafòric literari en el qual es basa. Només queda un encadenat d'imatges i situacions inversemblants sense capacitat de pertorbació (...) Puntuació: ★ (sobre 5)" | » |
| — Beatriz Martínez: Diari El Periódico | |   |

## Premis i nominacions
- Als premis ASECAN va rebre el premi a la millor cançó i fou nominat al premi al millor actor i a la millor banda sonora.[5]
- Al Festival de Màlaga fou nominada a la Bisnaga d'Or a la millor pel·lícula.[6]
- Nominada al Goya a la millor cançó original.[7]